# Barbara Elisabeth van Houten

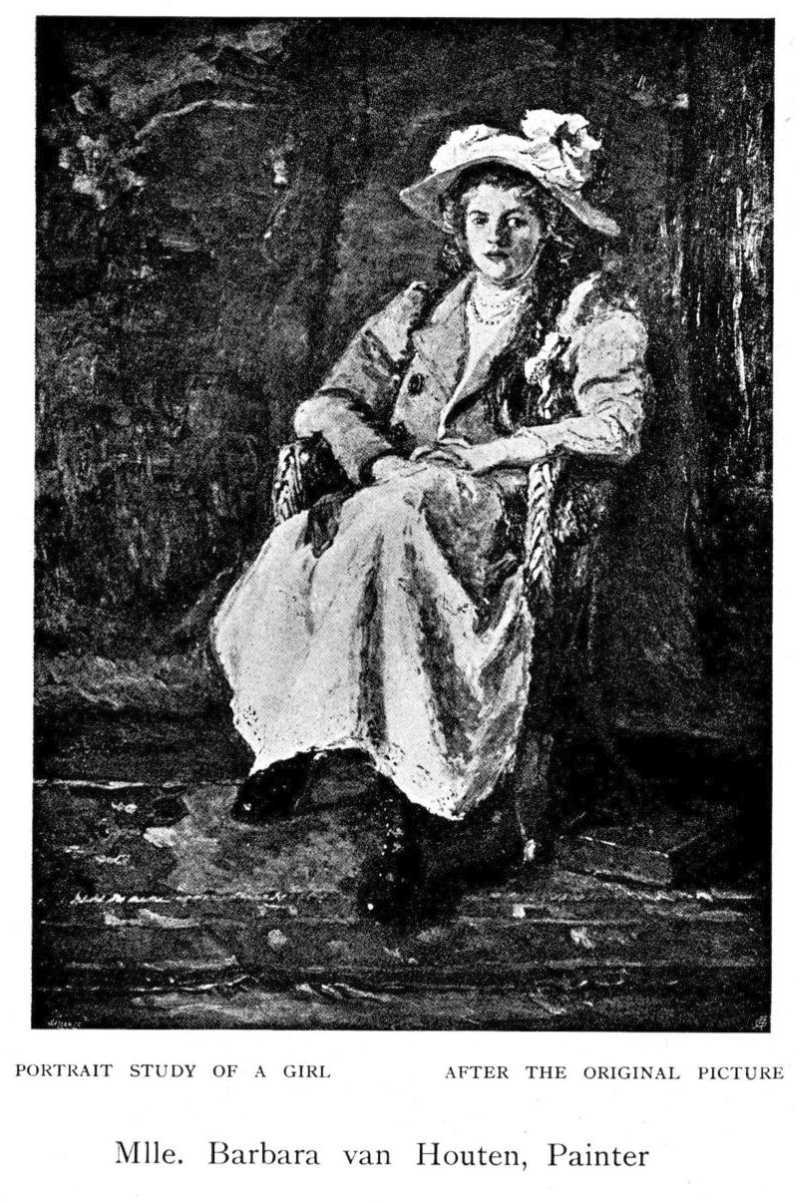
Obra de Von Houten, "Retrat d'una noia" (1905).

Barbara Elisabeth van Houten (Groningen, 8 d'abril de 1863 – La Haia, 27 de maig de 1950) fou una pintora neerlandesa.

## Biografia
Va acudir a l'Escola del Louvre a París abans d'acabar els seus estudis baix August Allebé a la Rijksacademie voor Beeldende Kunsten en Amsterdam. Era la neboda de Sina Mesdag-van Houten qui li va aconsellar en els seus estudis.
A més de les pintures a l'oli és coneguda pels seus gravats i va ser membre del grup neerlandès Etcher Club (1885-1896).
Dos dels seus aiguaforts Two seated girls i Tulips van estar inclosos a l'Exposició Universal de Chicago de 1893.
La seva pintura Girl in a Chair va estar inclosa el 1905 al llibre Women Painters of the World.